# Entre vents et marées
Pour plus de détails, voir Fiche technique et Distribution.
Entre vents et marées  est un téléfilm français en deux parties, réalisé par Josée Dayan, diffusé les 20 et 21 décembre 2014 sur France 3.
Après sa diffusion, le personnage de la capitaine Marleau devient populaire, ce qui a permis de donner naissance à la série dérivée Capitaine Marleau en 2015.

## Synopsis

### Première partie
Christian de Kersaint-Gilly (Patrick Bouchitey) est abattu de deux balles dans la poitrine sur son domaine, en Bretagne. Dépêchée sur les lieux du drame, la capitaine Marleau (Corinne Masiero) en vient à soupçonner l'épouse du défunt, Joséphine de Kersaint-Gilly (Nicole Garcia). En effet, Christian venait de céder une partie de leur propriété à deux hommes ambitieux : Étienne Quemener (Jérôme Kircher) et son associé, Vincent Salmon (Stanislas Merhar). Tous deux ont l'intention de transformer la petite ville de pêcheurs, hautement pittoresque, en une marina de luxe. Cet endroit ultra-moderne est censé attirer une clientèle triée sur le volet, pour en faire un lieu de villégiature à la mode.

### Seconde partie
Étienne Quemener et Vincent Salmon ne convoitent pas seulement le domaine de Kersaint-Gilly. Les deux personnages s'intéressent aussi au hangar où Cécile Prigent (Muriel Robin), la sœur d'Étienne, entrepose son chalutier. En dépit du déséquilibre des forces, Cécile est prête à se battre coûte que coûte pour sauver son bien et résister au projet de marina. Mais quand sa fille, Gwen (Sarah-Megan Allouch-Mainier), est retrouvée morte, de toute évidence assassinée, Cécile comprend que certains ne reculent devant rien pour arriver à leurs fins. De son côté, Joséphine, prise au piège, doit se résoudre la mort dans l'âme à signer l'acte de vente du domaine.

## Fiche technique
Sauf indication contraire, les informations mentionnées dans cette section peuvent être confirmées par la base de données cinématographiques IMDb,  présente dans la section « Liens externes ».
- Titre original : Entre Vents et Marées
- Réalisation : Josée Dayan
- Scénario : Philippe Besson et Daniel Tonachella
- Musique : Catherine Lara et Cyril Lehn
- Décors : Séverine Baehrel
- Costumes : Cyril Fontaine
- Photographie : Thomas Bataille
- Montage : Yves Langlois, Florence Leconte
- Production : Josée Dayan et Gaspard de Chavagnac
- Sociétés de production : Passionfilms ; France Télévisions (coproduction)
- Société de distribution : France Télévisions
- Pays de production :  France
- Langue originale : français
- Format : couleur
- Genres : drame policier ; énigme
- Durée : 2 × 90 minutes
- Dates de diffusion : 
  - France : 20 et 21 décembre 2014

## Distribution
Sauf indication contraire ou complémentaire, les informations mentionnées dans cette section proviennent du générique de fin de l'œuvre audiovisuelle présentée ici.
- Nicole Garcia :  Joséphine de Kersaint-Gilly
- Muriel Robin : Cécile Prigent
- Corinne Masiero : la capitaine Marleau
- Stéphan Guérin-Tillié : Renan de Kersaint-Gilly
- Jacques Spiesser : Ferdinand Lebovitz
- Stanislas Merhar : Vincent Salmon
- Laure Marsac : Nadia Quemener
- Jérôme Kircher : Étienne Quemener
- Audrey Bastien : Ingrid de Kersaint-Gilly
- Sarah-Megan Allouch-Mainier : Gwen Prigent
- Maxence Perrin : Yann Prigent
- Bilal Beaugendre : Tarek, le maçon
- Serge Avédikian : Santi, le commanditaire mafieux de Vincent
- Mika'ela Fisher : Katarina, la garde du corps de Santi
- Patrick Bouchitey : Christian de Kersaint-Gilly
- Loïc Baylacq : Richard
- Alexandra Sallé : Alex, la technicienne
- Fabienne Rocaboy : la réceptionniste de la clinique
- Eddy Frogeais : l'huissier Me Roule
- Jean-Christophe Rauzy : le notaire
- Lile Cargueray : la patronne du bar
- Thierry Barbet : le petit vieux du bar
- Patrick Yvenou : le marin
- Geneviève Le Meur : la sage-femme
- Robert Joubin : le médecin
- Sonia Dufeu : la secrétaire
- Hervé Mahieux : le client
- Julien Cosquéric : le policier
- Florian Bodiou : le planton

## Production

### Tournage

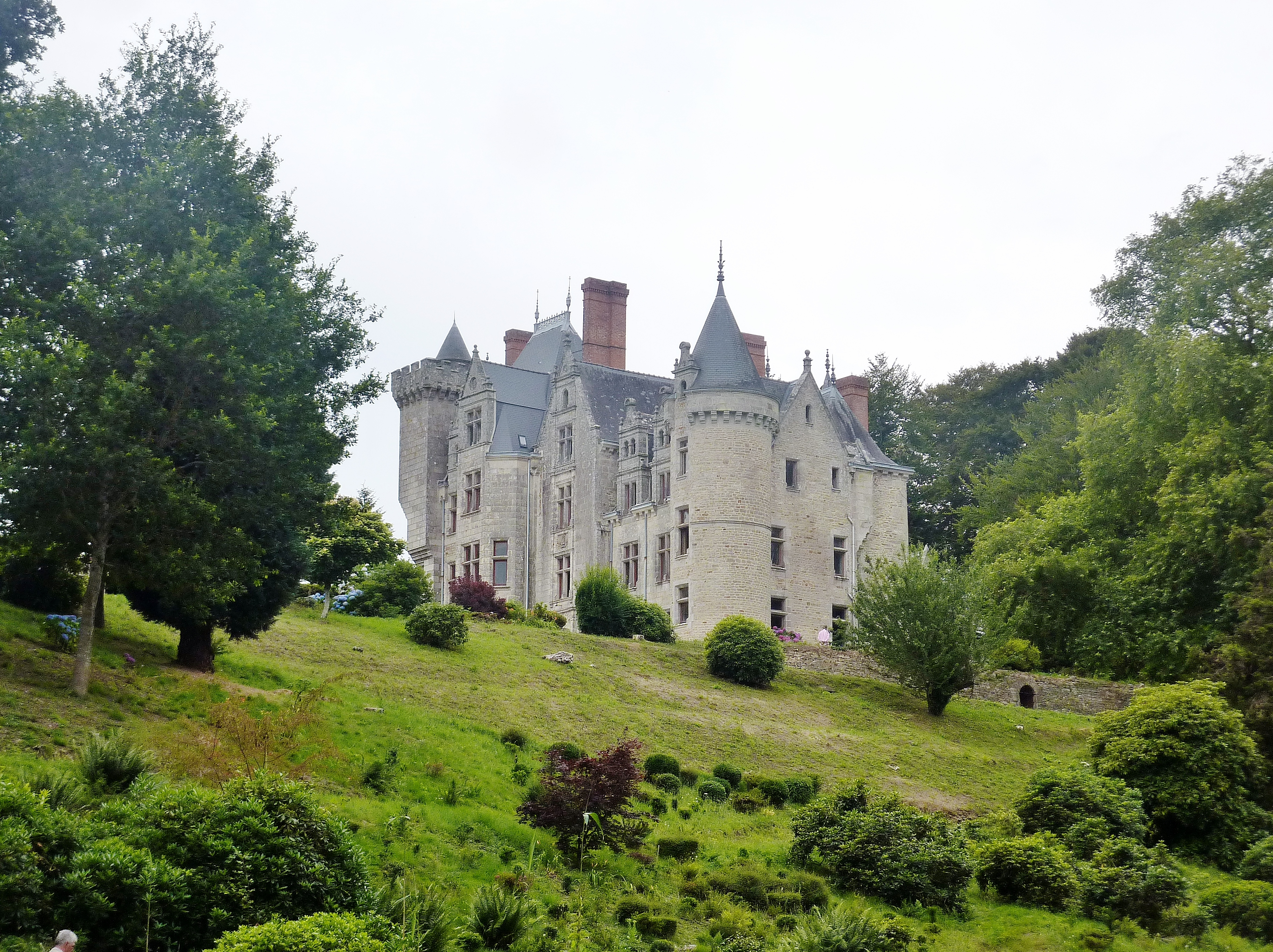
Le château de Pérennou sur la rive droite de l'Odet, à Plomelin.

Le tournage a lieu entre le 4 février et le 14 mars 2014, en Bretagne, à Belle-Île-en-Mer et dans le sud Finistère. Il s'effectue dans trois communes de Belle-Île-en-Mer : Bangor, Le Palais et Sauzon, et trois autres communes du sud Finistère : Douarnenez, Guilvinec et Penmarch, et également à la résidence des Goélands à Penmarch (le commissariat dans le téléfilm), appartenant à la commune de Courbevoie.
Le manoir de la famille Kersaint-Gilly, dans le téléfilm, est le château de Pérennou sur la rive droite de l'Odet, à Plomelin.

### Musique
La musique du téléfilm est composée par Catherine Lara.

## Accueil

### Audience
Lors de sa première diffusion le 20 décembre 2014, le premier épisode réunit 3,43 millions de téléspectateurs en France, soit 14,4 % de part d'audience. Le lendemain, le second épisode rassemble davantage de public avec 3,62 millions de téléspectateurs, soit 13 % de part d'audience.

### Critique
En juin 2018, Moustique critique l'absence de « scénario qui tienne la route » : « Le téléfilm construit en deux parties [...] nous perd à mesure que l'histoire avance ». Le magazine belge salue tout de même « la force tragique de Muriel Robin et l'intelligence du jeu de Corinne Masiero ».

## Série dérivée
À la suite du succès marquant auprès des téléspectateurs de la première apparition de la capitaine Marleau, incarnée par Corinne Masiero, sa propre série est diffusée à partir de septembre 2015.